# Santo Domingo (Panama)
Santo Domingo è un comune (corregimiento) della Repubblica di Panama situato nel distretto di Bugaba, provincia di Chiriquí. Si estende su una superficie di 51 km² e conta una popolazione di 2.625 abitanti (censimento 2010).  